# Colobomatus springeri
Colobomatus springeri is een eenoogkreeftjessoort uit de familie van de Philichthyidae. De wetenschappelijke naam van de soort is voor het eerst geldig gepubliceerd in 1977 door Cressey.